# Martin Galling
Martin Galling (* 1935 in Halle/Saale) ist ein deutscher Pianist und Kammermusiker. 
Galling erhielt zunächst Cellounterricht, ab 1945 Klavierunterricht am Peter-Cornelius-Konservatorium der Stadt Mainz bei Louise Wandel.
Er studierte an der Universität Mainz bei G. Raphael (Kontrapunkt) und G. Kehr (Kammermusik und Musikwissenschaft). 
1956 war er in der Meisterklasse von Hans Leygraf. Es folgten Konzerte in Deutschland und Tourneen durch Westeuropa, die USA, Israel und Japan.
In seiner Laufbahn war er an Aufnahmen der wichtigsten Komponisten der Klassik und Romantik beteiligt.
Galling war Solist bei zahlreichen Tourneen des Stuttgarter Kammerorchesters unter Karl Münchinger und arbeitete viel mit Helmuth Rilling zusammen.
Von 1970 bis 2000 war er Professor für Kammermusik an der Musikhochschule des Saarlandes.
Im Jahr 2003 gründete er mit seiner Partnerin Karin Olivieri das Klavierduo Galling-Olivieri.

## Diskografie (Auswahl)
The Young Beethoven:
- Klavierkonzert Es-Dur (1784)
- Klavierkonzert D-Dur in einem Satz (1790)
- Martin Galling, Klavier
- Berliner Symphonisches Orchester
- Dir. Carl August Bünte ©1971 Turnabout TV34367S

Klavierwerke Richard Wagner (Aufnahme 1963):
- Grosse Sonate A-dur
- Sonate B-Dur
- Fantasie fis-moll
- Sonate As-Dur
- Züricher Vielliebchen-Walzer
- Albumblatt C-Dur
- Albumblatt As-Dur „Ankunft bei den schwarzen Schwänen“
- Albumblatt für Frau Betty Schott

Diverse:
- Johann Sebastian Bach: Complete Keyboard Works, Vol. 1 - 7
- Johann Sebastian Bach: Sonatas for Violin and Harpsichord BWV 1014 - 1019: mit Susanne Lautenbacher
- Joseph Haydn: Sonates pour clavier, Nos. 33, 38 & 52
- Georg Benda: Sonatas for piano
- Albert Roussel: Suite in F-Sharp Minor op. 14, L'accueil des muses  & Prelude and Fugue op. 46
- "French Piano Concertos":  Massenet, Chaminade, Lalo, Françaix, Boieldieu u. a.; Martin Galling, Tiroler Symphonieorchester Innsbruck Ltg. Robert Wagner
- Joseph Haydn: Variationen f-moll, Franz Schubert: Sonate B-Dur D 960